# Mercat d'hivern
El mercat de fitxatges d'hivern, abreujat sovint a «mercat d'hivern», és un terme d'ús en el futbol europeu per fer referència a un termini de temps, majoritàriament al llarg del mes de gener, en el qual els clubs de futbol poden fer transferències o altes de futbolistes en una plantilla. S'anomena «mercat d'hivern» perquè el mes de gener és hivernal al continent europeu, en contraposició a l'estiu, lapse en el qual es realitzen la majoria dels fitxatges, durant el mercat d'estiu.
El termini sol ser entre les 00:00 de l'1 de gener fins a les 23:59 del 31 de gener, tot i que pot variar segons el país i permet els equips de futbol de remodelar les seves plantilles per a la resta de la temporada, especialment per suplir jugadors lesionats o tancar acords que no van poder tancar-se abans de l'inici de la temporada. El mercat d'hivern s'utilitza també per a la cessió de jugadors a altres equips.